# Dreaming (Orchestral Manoeuvres in the Dark)
Dreaming is een nummer van de Britse band Orchestral Manoeuvres in the Dark uit 1988. Het verscheen als nieuw nummer op hun verzamelalbum The Best of OMD.
"Dreaming" werd een (bescheiden) hit in een aantal landen. Zo bereikte het de 50e positie in het Verenigd Koninkrijk. In Nederland bereikte het nummer geen hitlijsten, maar in de Vlaamse Radio 2 Top 30 kwam het tot de 26e positie.